# Straßenbahn Marburg
| Streckenlänge: | Hauptbf.–Südbf.: 3,64 km |                                   |                                   |
| Spurweite: | 1000 mm (Meterspur)      |                                   |                                   |
| Stromsystem: | 550 Volt =               |                                   |                                   |
| |                          |                                   |                                   |
| \| \| \| Verbindung zum Güterbahnhof \| \| \| \| 0,00 \| Hauptbahnhof \| Hauptbahnhof \| \| \| \| Elisabethbrücke über die Lahn \| \| \| \| \| Remise Furthstraße \| \| \| \| \| Hauptpost \| \| \| \| \| Elisabethkirche \| \| \| \| \| Rudolphsplatz \| \| \| \| \| Heumarkt (1904; 1913–14) \| \| \| \| \| Stadtsäle \| \| \| \| \| Ausweiche \| \| \| \| \| Philippshaus \| \| \| \| \| Abzweig \| \| \| \| \| Werkstatt \| \| \| \| 2,48 \| Wilhelmsplatz \| Wilhelmsplatz \| \| \| \| Schückingstraße \| \| \| \| \| Gisselberger Straße \| \| \| \| \| Depot \| \| \| \| \| Schützenpfuhlbrücke über die Lahn \| \| \| \| 3,64 \| Südbahnhof (ab 1934) \| Südbahnhof (ab 1934) \| |                          |                                   |                                   |
| U-Bahn-Strecke (außer Betrieb) |                          | Verbindung zum Güterbahnhof       | Verbindung zum Güterbahnhof       |
| U-Bahn-Bahnhof (Strecke außer Betrieb) | 0,00                     | Hauptbahnhof                      | Hauptbahnhof                      |
| U-Bahn-Brücke über Wasserlauf (Strecke außer Betrieb) |                          | Elisabethbrücke über die Lahn     | Elisabethbrücke über die Lahn     |
| U-Bahn-Betriebs-/Güterbahnhof Streckenanfang und quer (Strecke außer Betrieb) · U-Bahn-Abzweig geradeaus und nach rechts (Strecke außer Betrieb) |                          | Remise Furthstraße                | Remise Furthstraße                |
| U-Bahn-Haltepunkt / Haltestelle (Strecke außer Betrieb) |                          | Hauptpost                         | Hauptpost                         |
| U-Bahn-Bahnhof (Strecke außer Betrieb) |                          | Elisabethkirche                   | Elisabethkirche                   |
| U-Bahn-Bahnhof (Strecke außer Betrieb) |                          | Rudolphsplatz                     | Rudolphsplatz                     |
| U-Bahn-Kopfbahnhof Streckenanfang (Strecke außer Betrieb) · U-Bahn-Strecke (außer Betrieb) |                          | Heumarkt (1904; 1913–14)          | Heumarkt (1904; 1913–14)          |
| U-Bahn-Strecke (außer Betrieb) · U-Bahn-Bahnhof (Strecke außer Betrieb) |                          | Stadtsäle                         | Stadtsäle                         |
| U-Bahn-Blockstelle (Strecke außer Betrieb) · U-Bahn-Strecke (außer Betrieb) |                          | Ausweiche                         | Ausweiche                         |
| U-Bahn-Strecke (außer Betrieb) · U-Bahn-Haltepunkt / Haltestelle (Strecke außer Betrieb) |                          | Philippshaus                      | Philippshaus                      |
| U-Bahn-Abzweig nach links und von links (Strecke außer Betrieb) · U-Bahn-Abzweig geradeaus, nach rechts und von rechts (Strecke außer Betrieb) |                          | Abzweig                           | Abzweig                           |
| U-Bahn-Betriebs-/Güterbahnhof Streckenende (Strecke außer Betrieb) · U-Bahn-Strecke (außer Betrieb) |                          | Werkstatt                         | Werkstatt                         |
| U-Bahn-Bahnhof (Strecke außer Betrieb) | 2,48                     | Wilhelmsplatz                     | Wilhelmsplatz                     |
| U-Bahn-Haltepunkt / Haltestelle (Strecke außer Betrieb) |                          | Schückingstraße                   | Schückingstraße                   |
| U-Bahn-Haltepunkt / Haltestelle (Strecke außer Betrieb) |                          | Gisselberger Straße               | Gisselberger Straße               |
| U-Bahn-Betriebs-/Güterbahnhof Streckenanfang und quer (Strecke außer Betrieb) · U-Bahn-Abzweig geradeaus und nach rechts (Strecke außer Betrieb) |                          | Depot                             | Depot                             |
| U-Bahn-Brücke über Wasserlauf (Strecke außer Betrieb) |                          | Schützenpfuhlbrücke über die Lahn | Schützenpfuhlbrücke über die Lahn |
| U-Bahn-Kopfbahnhof Streckenende (Strecke außer Betrieb) | 3,64                     | Südbahnhof (ab 1934)              | Südbahnhof (ab 1934)              |

Die Straßenbahn Marburg war eine von 1903 bis 1951 bestehende Straßenbahn in der mittelhessischen Stadt Marburg an der Lahn. Bis 1911 war sie eine Pferdebahn und wurde dann elektrifiziert.

## Planung und Bau
Erste Planungen für eine Straßenbahn gab es seit dem Ende des 19. Jahrhunderts. Seit der Eröffnung des Hauptbahnhofes in 1850 stieg der Verkehr in der Stadt stetig an. Der örtliche Fuhrunternehmer Schaaf richtete bereits 1878 einen Taxidienst mit Pferdedroschken ein, um eine bequeme Verbindung in die Stadt mit ihrer seit der Annexion Kurhessens durch Preußen 1866 prosperierenden Universität zu schaffen.
Eine Pferdeomnibuslinie mit einem Fahrplan von zehn Fahrten pro Tag vom und zum Bahnhof gab es ab 1892 privat betrieben durch den Fuhrunternehmer Heppe. Er wurde 1899 von Fuhrunternehmer Deckmann abgelöst. Endpunkt in der Stadt war in den ersten Jahren die Haltestelle an der Kasernenstraße (heute Gutenbergstraße). Nach 1896 ermöglichte die neu erbaute Universitätsstraße eine Verlängerung der Linie bis zum Wilhelmsplatz. Auf diesem Streckenverlauf wurden 1903 die Gleise für eine Pferdestraßenbahn gelegt. Zusätzlich wurde eine Stichstrecke vom Wilhelmsplatz zum Heumarkt gebaut.

## Pferdebahn

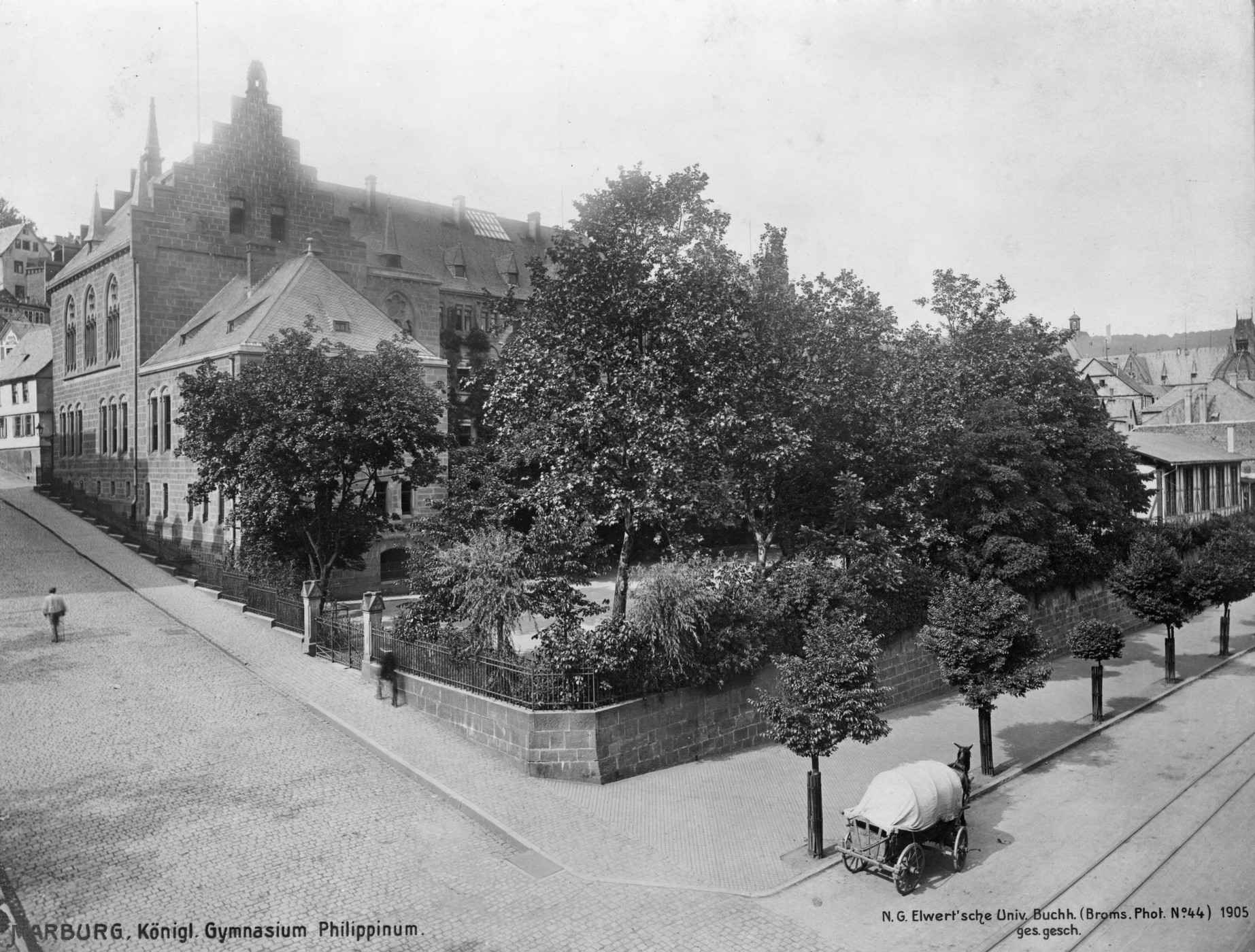
Pferdebahngleise in der Universitätsstraße (1905)

Anfang 1903 hatten die Verantwortlichen der Stadt beschlossen, eine Straßenbahn in Marburg einzuführen. Sie sollte vom Bahnhof bis zum Wilhelmsplatz führen mit einer Stichlinie zum Heumarkt. Die Gleise wurden im September desselben Jahres in Meterspur verlegt. Auf den Schienen sollte eine privat betriebene Pferdebahn laufen. Um die Übernahme der Pferdebahn hatten sich die Fuhrunternehmer Deckmann und Heppe beworben. Letzterer erhielt den Vertrag mit der Laufzeit von fünf Jahren.

Gemäß Betreibervertrag besorgte sich Heppe vier gebrauchte Pferdebahnwagen in Heidelberg, wo sie nach der Umstellung der Straßenbahn auf elektrischen Betrieb überflüssig geworden waren. Zwei Jahre später wurden weitere zwei Wagen hinzugekauft.
Am 1. Oktober 1903 fand die erste Fahrt zwischen Hauptbahnhof und Wilhelmsplatz statt und vier Wochen später wurde auch die Stichstrecke zum Heumarkt in Betrieb genommen. Die Verbindung zum Heumarkt wurde bereits nach knapp einem halben Jahr im April 1904 wieder geschlossen. Aufgrund des geringen Zuspruchs von Fahrgästen erreichte Heppe die Genehmigung zur Stilllegung. Die Gleise blieben liegen, da man hoffte, den Betrieb wiederaufzunehmen.
Die Stadt hatte zwei Wagenremisen angelegt. Eine davon befand sich am Wilhelmsplatz, wo sich heute noch die letzten Gleise in einer Hofzufahrt befinden. Hier wurden ausschließlich Pferdebahnwagen über Nacht eingestellt. Die zweite Remise befand sich in der Furthstraße. Von der Bahnhofstraße führte ein Depotgleis von 650 m Länge über die Rosenstraße und Furthstraße zu dem Depot. In diesen Schuppen wurde der letzte Wagen am Abend eingefahren. Auch die Pferde standen in den Ställen an dieser Stelle. Nachdem Ende 1911 die Pferdebahn ihre letzte Fahrt durchgeführt hatte, wollte die Stadt die Pferdebahnwagen umbauen als Anhänger an die „Elektrische“. Wegen der zu hohen Kosten wurde dies nicht realisiert und die sechs Pferdebahnwagen im März 1912 vom Bauhof aus verkauft. Sie dienten dann meist als Gartenhäuschen.

Auf der eingleisigen Strecke konnten die Wagen an der Elisabethkirche, der Schlachthofbrücke und den Stadtsälen („Museum“) einander ausweichen.

## Elektrische Straßenbahn

### Planung und erste Betriebsjahre

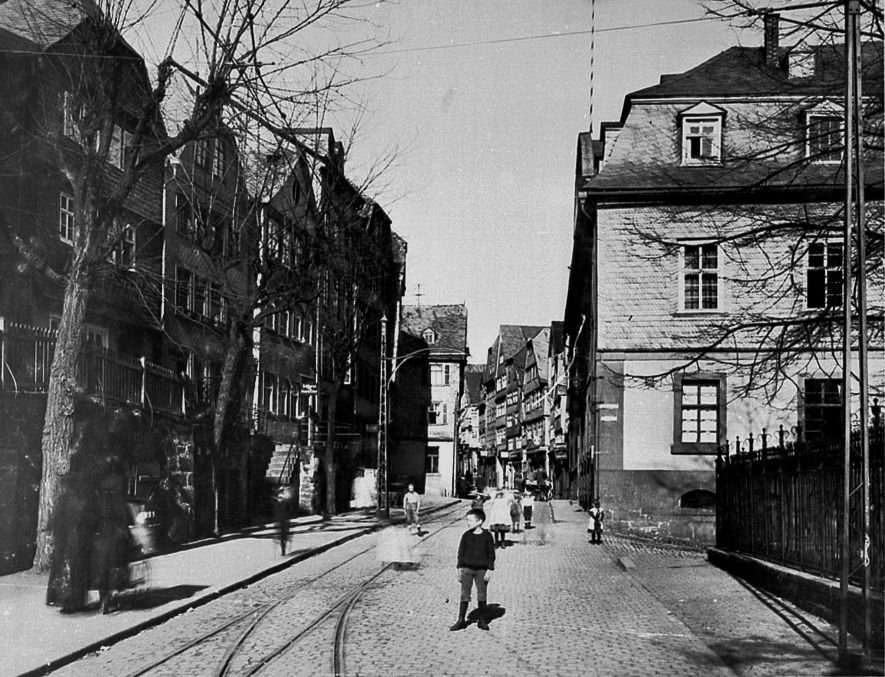
Ein Teil der Oberstadt-Strecke an der Ecke Barfüßerstraße/Am Plan

Bereits vor Eröffnung der Pferdebahn lag der Stadt Marburg ein Angebot zum Bau einer elektrischen Straßenbahn vor. Vermutlich wegen der höheren Investitionen verzichtete die Stadt auf das Angebot und entschied sich für den Betrieb der Bahn mit Pferden. Diesen Entscheid bereute man aber bald und begann 1906 mit den Planungen für eine elektrische Straßenbahn, die am 23. November 1911 eröffnet wurde. Der Betrieb wurde nun durch die Stadt selbst vorgenommen, die die vorhandenen Gleisanlagen nur in den stärker beanspruchten Kurven für die schwereren Fahrzeuge verstärken ließ. Die von der Pferdebahn genutzte Ausweichstelle an der Schlachthofbrücke wurde an die Universitätsstraße (Haltestelle „Museum“, Stadtsäle) verlegt.
Hersteller der mit 550 Volt Gleichstrom betriebenen fünf zweiachsigen Wagen war die Kasseler Waggonfabrik Credé & Co. Die beige gestrichenen Fahrzeuge besaßen zunächst noch offene, mit Gittern zu verschließende Plattformen, die später durch Falttüren ersetzt wurden. 1912 wurde die Straßenbahnstrecke bis zur Gisselberger Straße verlängert, wo die Stadt einen neuen Betriebshof einrichtete, diese Gebäude dienen heute der Praxis gGmbH als Recyclingzentrum.
Auch die noch vorhandene Strecke in die Oberstadt („Heumarktlinie“) wurde elektrifiziert und am 1. April 1913 wiedereröffnet. Damit existierte ein Netz aus drei Linien (Hauptbahnhof – Wilhelmsplatz; Südbahnhof – Wilhelmsplatz; Wilhelmplatz – Heumarkt). Gemäß Fahrplan trafen sich die drei Linien zur gleichen Zeit am Wilhelmsplatz, so dass von dort in jede Richtung weitergefahren werden konnte. Die Fahrtzeit zwischen Hauptbahnhof und Wilhelmsplatz, einer Strecke von rund drei Kilometern, lag bei etwas mehr als einer Viertelstunde. In Verbindung mit der Streckenverlängerung 1912 beschaffte man fünf weitere Triebwagen, die nahezu baugleich mit den Fahrzeugen der ersten Serie waren.

### Erster Weltkrieg und Weltwirtschaftskrise

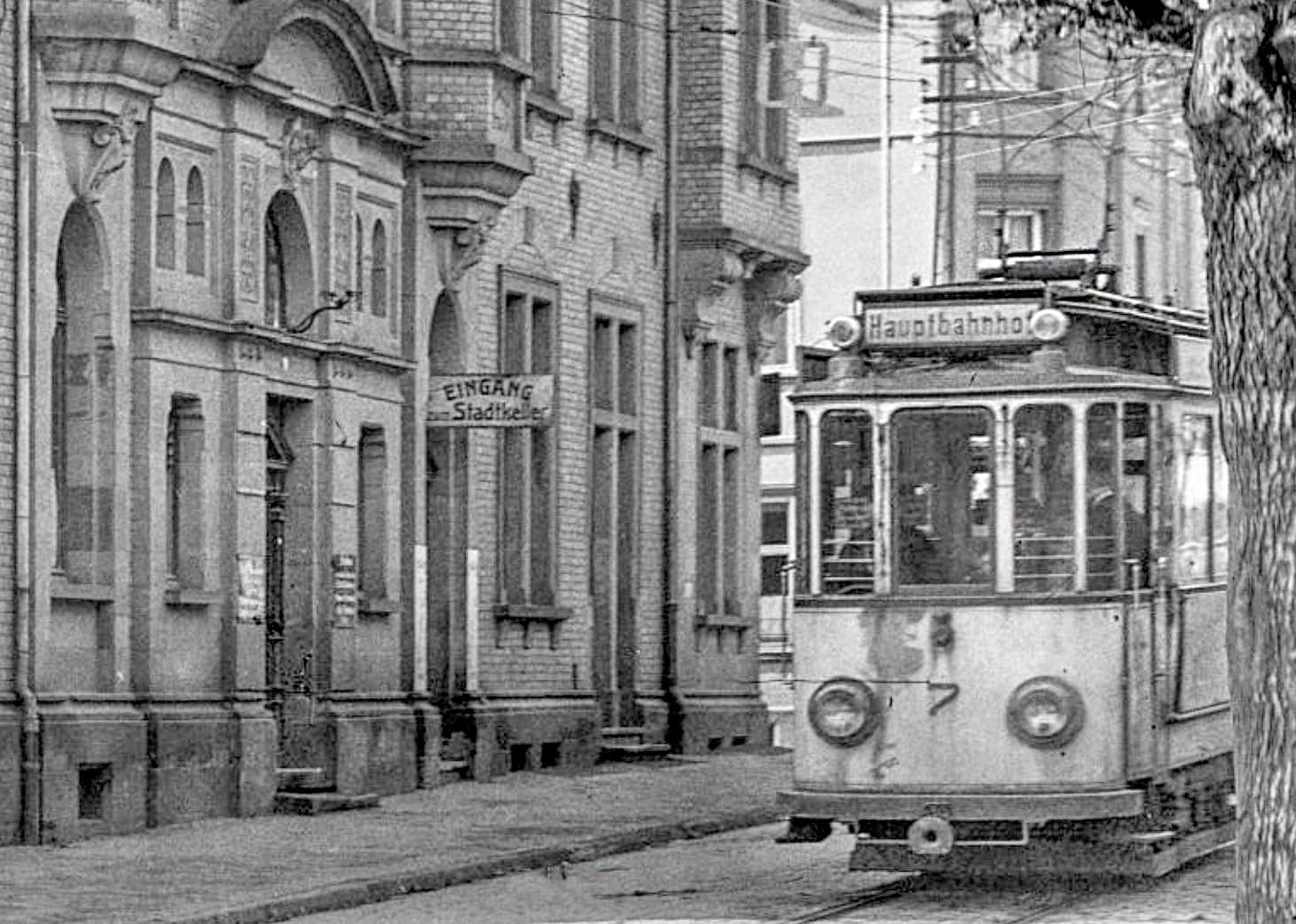
Elektrische Straßenbahn an der Haltestelle "Stadtsäle" in der Universitätsstraße an der Kreuzung zur Kasernenstraße (heute Gutenbergstraße) um 1920.

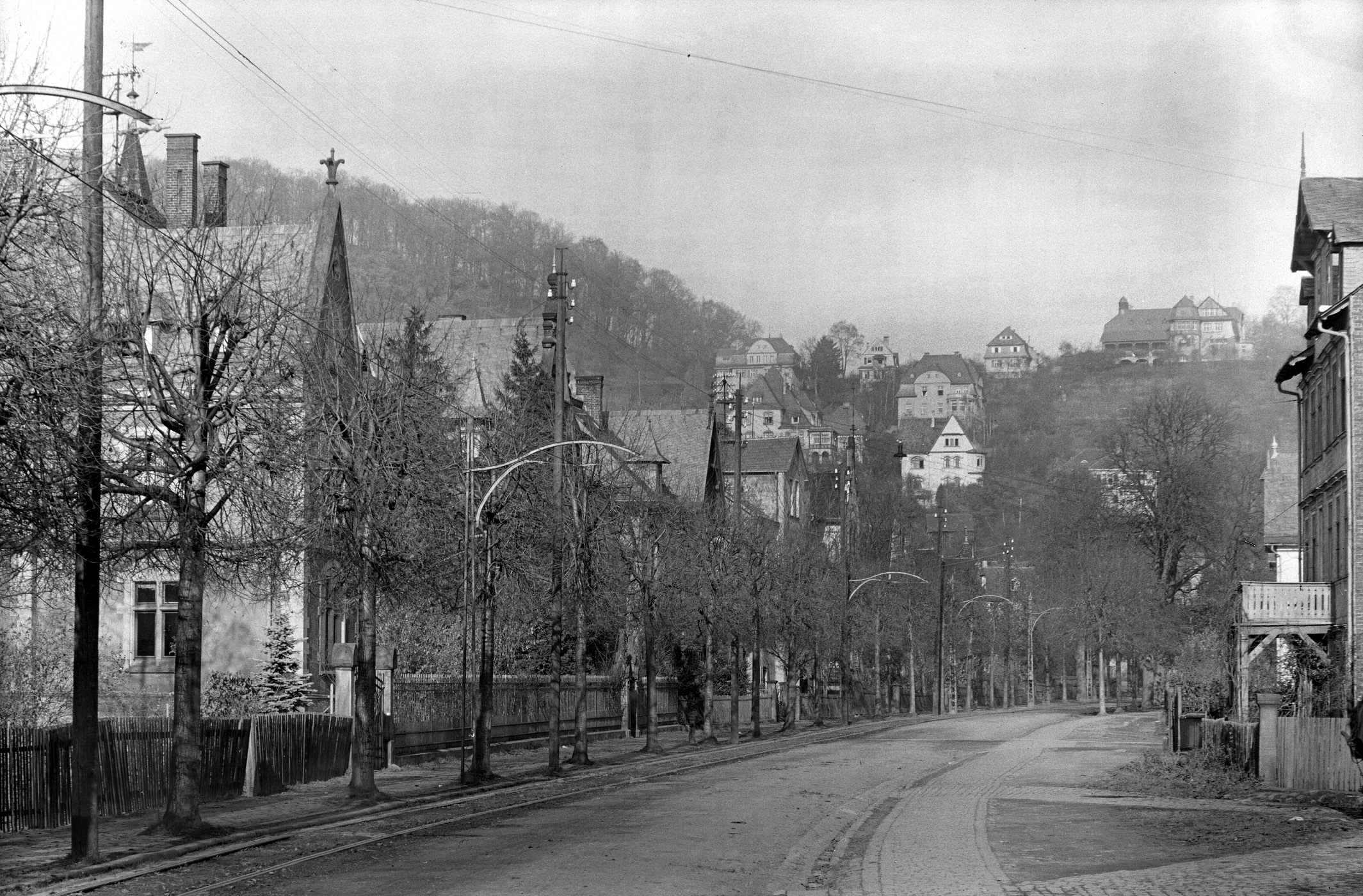
Elektrifizierte Straßenbahnstrecke in der Schwanallee

Die Linie in die Oberstadt musste bereits am 1. August 1914 als Folge der Mobilmachung im Rahmen des Ersten Weltkriegs am Folgetag, wodurch die Straßenbahn 16 ihrer 20 Fahrer verlor, schon wieder eingestellt werden. Zum Ersatz der entstandenen Lücken im Personal wurden zunächst sich freiwillig meldende Akademiker (Pfarrer, Doktoren, Studenten usw.) ausgebildet und eingestellt. Aus Mangel an Wagenführern befanden sich im gesamten August 1914 täglich nur zwei bis maximal vier Wagen im Betrieb. Statt alle 10 Minuten wurde nur noch alle 20 Minuten gefahren. Erst ab 1916 konnten wieder sechs der insgesamt vorhandenen zehn Wagen mit Wagenführern eingesetzt werden. Später wurden auch Kriegsversehrte als Straßenbahnführer eingesetzt, der Einsatz von Frauen wurde durch die Königliche Eisenbahndirektion in Kassel verwehrt.
1914 wurde ein Güterwagen angeschafft und die alten Pferdebahnwagen zu weiteren Transportwagen umgebaut. 1915 wurde ein Anschlussgleis zum Güterbahnhof gelegt. Seitdem stieg der Güterverkehr auf der Straßenbahn an. In den späteren Kriegsjahren sogar über die eigentlich eingestellte Strecke in die Oberstadt, die bei der Einstellung jedoch nicht vom Strom abgekoppelt worden war. Waren vom Hauptbahnhof wurden mit der Straßenbahn über den Wilhelmsplatz bis zum Saalbau (Barfüßerstraße, heute: Institut für Leibesübungen) befördert.
Energie und Rohstoffe wurden im Kriegsverlauf immer knapper. Weil die elektrische Straßenbahn beim Anfahren besonders viel Strom benötigte, kam aus Berlin die Anweisung, jede zweite Haltestelle abzuschaffen. Da die Marburger Straßenbahn allerdings ihren Strom statt aus Gas- oder Dieselaggregaten aus dem mit Wasser betriebenen Elektrizitätswerk am Rudolphsplatz bezog, bat man um eine Ausnahmegenehmigung. Diese wurde abgelehnt. Noch lange nach Ende des Ersten Weltkriegs stellten Anwohner der „Engen Gasse“ am Pilgrimsteins den Antrag, die Haltestelle wieder anzufahren. 1919 wurde sie dann „Bedarfshaltestelle“.
Wegen der schwierigen wirtschaftlichen Lage der Straßenbahn infolge der Weltwirtschaftskrise mussten zwei Fahrzeuge und Oberleitungsmaterial in die Niederlande verkauft werden. Auch Erneuerungen wurden durch die schlechten Verhältnisse verhindert. In den Akten sind Gleisbrüche und Entgleisungen wegen der Schadhaftigkeit der noch aus der Pferdebahnzeit stammenden Gleisanlagen verzeichnet. Die verheerende Hyperinflation mit zuletzt täglichen Preissteigerungen ließen im November 1923 den Fahrpreis auf 100 Milliarden Mark steigen.

### Aufschwung und Niedergang
Nach der wirtschaftlichen Erholung konnten 1925 und 1926 die Gleisanlagen aufgearbeitet werden, die aufgrund der leichten Pferdebahnbauweise starke Schäden aufwiesen. Die beiden verkauften Triebwagen wurden 1927, anlässlich des 400. Geburtstags der Universität, durch vierachsige Großraumwagen der Fa. Credé, im Volksmund „Marburger U-Bahn“ genannt, ersetzt, da die Fahrgastzahlen kontinuierlich stiegen. Nach Verbreiterung der Schützenpfuhlbrücke wegen der Verlegung der Reichsstraße westlich der Lahn (Bau des Hindenburgrings/Verlängerung des Krummbogens) erfolgte eine kurze Streckenverlängerung von der Gisselberger Straße bis zur Schranke am Südbahnhof. Es wurde zudem wieder ein 7,5-Minuten-Takt eingeführt.
Zur Verbindung der außerhalb der Stadt im Rahmen der nationalsozialistischen Aufrüstung erbauten Tannenbergkaserne wurde 1940 die erste Dieselbuslinie durch den Omnibusbetrieb Newel eingerichtet. Der Dieselbetrieb war aber nur als Übergangslösung gedacht, denn die Stadt Marburg beschloss 1941, den Straßenbahnbetrieb einzustellen, und bestellte als Nachfolgefahrzeuge zehn Oberleitungsbusse und fünf Anhänger für ein erweitertes Liniennetz. Die Fahrzeuge wurden aber aufgrund der Kriegsereignisse nicht mehr geliefert, der Umstellungsplan musste daher fallen gelassen werden.
Erst nach dem Ende des Zweiten Weltkrieges konnte der Wechsel von der Straßenbahn zum Oberleitungsbus in Angriff genommen werden. Am 17. Mai 1951 verkehrten die Straßenbahnen ein letztes Mal über die maroden Gleisanlagen, deren Erneuerung hohe Investitionen erfordert hätte. Auch die zum Teil vierzigjährigen Fahrzeuge hätten ersetzt werden müssen. Dem zunehmenden Straßenverkehr waren die in Straßenmitte fahrenden Straßenbahnen ein Hindernis, dessen man sich mit dem Wechsel zum Busverkehr entledigen konnte. Die Abschiedsfahrt fand großen Anklang und tausende Zuschauer, doch keiner der damals noch vorhandenen zehn Wagen blieb als Erinnerung erhalten: Die 40 Jahre alten zweiachsigen Fahrzeuge wurden nach dem Ende des Straßenbahnbetriebes verschrottet, während die nachbeschafften Vierachstriebwagen nach Darmstadt verkauft wurden. Dort fuhren sie noch bis in die Mitte der sechziger Jahre.

### Nach der Einstellung
Zwei Tage nach der letzten Fahrt der Straßenbahn nahm der Oberleitungsbus Marburg seinen Betrieb auf. Er fuhr auf der gleichen Strecke wie die Straßenbahn, jedoch wurde die Oberleitung so verlegt, dass der Oberleitungsbus statt des Pilgrimsteins die Deutschhaus- und Biegenstraße befuhr. Die Gleise wurden an einigen Stellen entfernt, große Teilstücke wurden lediglich überteert, wodurch die alten Gleisreste des Öfteren bei Straßenerneuerungen ans Licht kamen. So bei Arbeiten in der Schwanallee, am Rudolphsplatz oder in der Universitätsstraße.
Lediglich im Depot und der Werkstatt blieben die Gleise zunächst offen liegen, wurden dort aber dann nach und nach ausgebaut. Nach dem Ende des Oberleitungsbusbetriebes 1968 wurde das Depot zunächst weiter für die Dieselbusse der Stadtwerke Marburg genutzt, später war der städtische Bauhof dort untergebracht. Die ehemalige Wagenhalle der Marburger Straßenbahnen und Obusse hat nach zahlreichen Umbauten ihr Gesicht heute stark verändert, die ursprüngliche Nutzung ist kaum noch erkennbar. Heute ist ein Recyclingcenter dort.

## Gegenwart

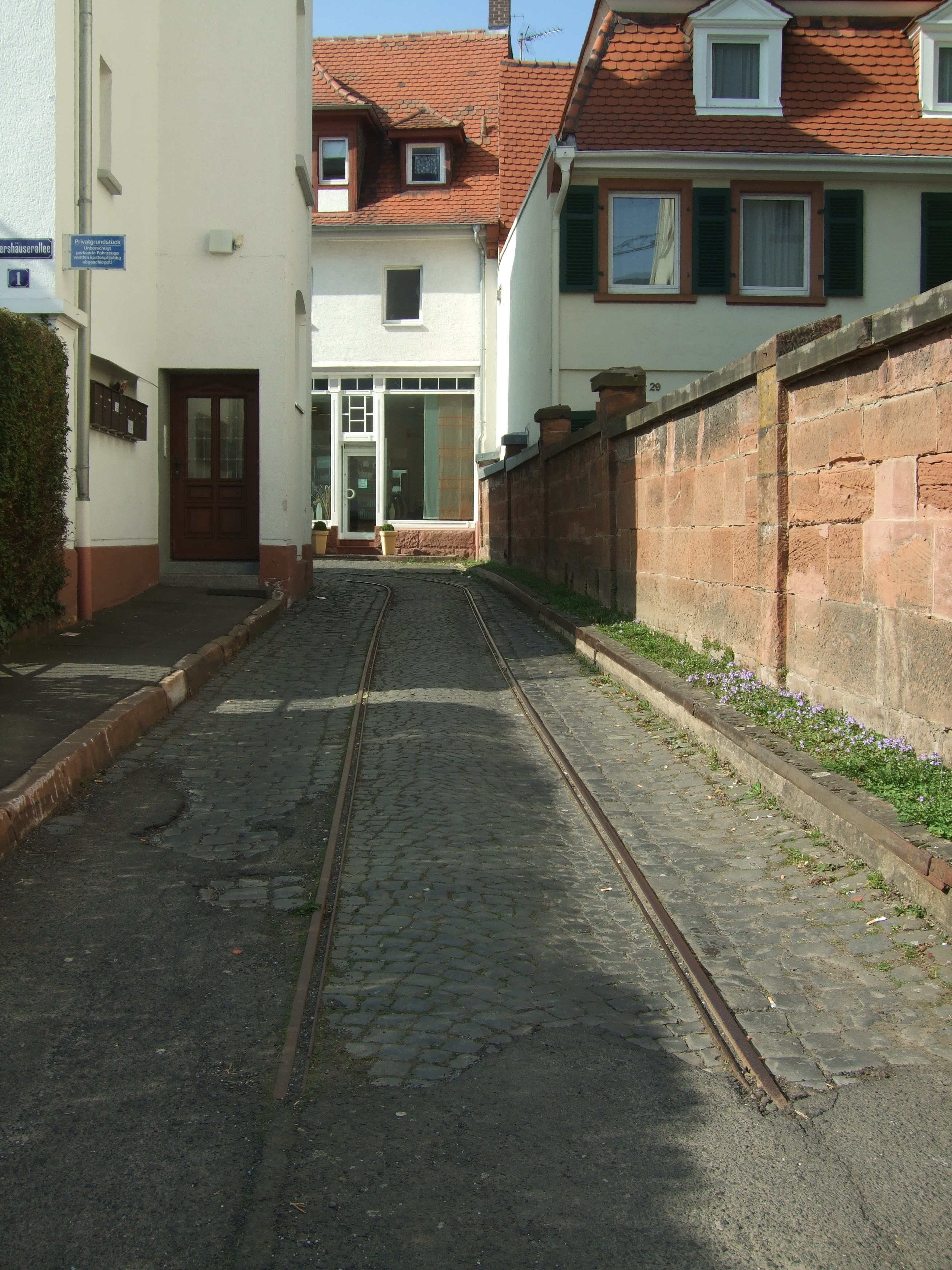
Relikte der ehemaligen Pferdebahn am Wilhelmsplatz

### Relikte
Einzig noch vorhanden ist ein knapp 90 Meter langes Gleisstück der ehemaligen Pferdebahn in einer Hofeinfahrt am Wilhelmsplatz. Einst war dies die Zufahrt zur Remise, die im damaligen „Waisenhausgarten“ von der Stadt errichtet worden war. Die Remise am Ende des Gleisstücks besteht ebenfalls noch in der ursprünglichen Form (vorne offen). Mit Einführung der elektrischen Straßenbahn im Jahr 1911 wurde die vorhandene Weiche zur Einfahrt entfernt. Für die elektrischen Straßenbahnwagen wurde anfangs ausschließlich die Remise in der Furthstraße genutzt (später: Bau des Straßenbahndepots in der Gisselberger Straße).
2020 fand man noch eine alte Haltestellen-Anzeige. Weitere Relikte gibt es nicht mehr.

## Zukunft
Seit Beginn der 1990er Jahre gibt es Forderungen, eine neue Straßenbahn in Marburg zu bauen. Ein Antrag der Bürger für Marburg (BfM), im Stadtparlament den Bau einer neuen Straßenbahn prüfen zu lassen, wurde mit knapper Mehrheit abgelehnt. Die Planungen sahen zwei Varianten vor:
- Eine Straßenbahn auf dem Linienweg des Oberleitungsbusses mit Verlängerungen in die größeren Stadtteile.
- Eine Regionalbahn, die in der Marburger Innenstadt beginnt, einige Stadtteile anbindet und dann die vorhandenen Bahnstrecken der Umgebung mitbenutzt. Ein ähnliches System ist die RegioTram Kassel.[12]

Heute gibt es weiterhin Forderungen für eine neue Straßenbahn, die die Innenstadt und die näheren Stadtteile erschließen soll. Eine Umsetzung dieses Projektes ist in naher Zukunft jedoch unwahrscheinlich.